# Federazione calcistica delle Fær Øer
La Fótbóltssamband Føroya (FSF) è la federazione calcistica delle Isole Fær Øer. Fondata nel 1979, ha sede nella capitale Tórshavn ed ha come colori ufficiali quelli nazionali, il bianco e il blu.

## Storia
Il primo campionato di calcio delle Isole Fær Øer si è tenuto nel 1942 ed ha visto trionfare il KÍ Klaksvík. Fino al 1978 il movimento calcistico faroense fu gestito direttamente dall'ÍSF (Comitato Olimpico Faroese), il 12 gennaio 1979 fu creata la Federazione Calcistica Faroense.
A partire dal 1985 la FSF ha iniziato ad organizzare anche i campionati di calcio femminili.
In quegli stessi anni la Federazione Faroense ha iniziato anche a tenere corsi per allenatori ed arbitri. Fino a metà anni '90 la FSF è stata aiutata nella formazione dalla Federazione della Danimarca, ma attualmente la gestione è completamente affidata alla federazione faroense.
A partire dal 2 luglio 1988 le Isole Fær Øer sono membri della FIFA e, dal 18 aprile 1990 è anche una federazione associata alla UEFA. Dalla stagione 1992/1993 i club faroensi partecipano anche alle Coppe Europee.

## Giurisdizione
La FSF controlla e gestisce i campionati, la cui massima divisione è la Formuladeildin, la coppa nazionale, la supercoppa (Lions Cup), oltre che le compagini nazionali Nazionale di calcio faroese, sia maschili che femminili.

## Date della stagione
- La stagione del campionato di calcio faroense si svolge solitamente dalla prima settimana di aprile fino alla penultima settimana di ottobre.
- La Coppa delle Isole Fær Øer prende avvio a metà marzo e termina a metà ottobre.
- La Supercoppa delle Isole Fær Øer è il primo evento della stagione e si svolge ad inizio marzo.

## Eventi da ricordare
Il 2 giugno 2007 la nazionale maschile ottenne uno storico gol siglato da Rógvi Jacobsen contro l'Italia campione del mondo durante una partita di qualificazione per gli europei del 2008, gara poi terminata 2-1 per la Nazionale di calcio dell'Italia.